# Ларькин, Иван Фёдорович
Иван Фёдорович Ла́рькин (1924—2002) — гвардии младший сержант, полный кавалер Ордена Славы, почётный гражданин города Кондопога (1999).

## Биография
Окончил фабрично-заводскую школу в посёлке Лоухи. С 1941 г. проживал в Юрьевецком районе Ивановской области, работал в колхозе прицепщиком и трактористом.
В августе 1942 года призван в РККА. После окончания полковой школы в январе 1943 года, сержант Ларькин воевал на Воронежском фронте командиром отделения пешей разведки 50-го гвардейского стрелкового полка 15-й гвардейской стрелковой дивизии. После ранения и лечения в госпитале, с начала 1944 года — радист-пулемётчик, затем командир отделения мотострелкового батальона в составе 3-й гвардейской танковой бригады 5-й танковой армии. Воевал в Румынии, Польше, Германии, участник Кёнигсбергской операции. Был ранен шесть раз.
В бою за город Воложин лично уничтожил два расчёта противотанковых орудия и около десяти солдат противника. За этот бой гвардии младший сержант И. Ф. Ларькин был удостоен ордена Славы III степени.
7 октября 1944 года в бою за деревню Ковнатово-Пашковяны (Литовская ССР) лично уничтожил восьмерых и взял в плен двоих солдат противника. 11 октября уничтожил семерых солдат противника. За этот бой гвардии младший сержант И. Ф. Ларькин был удостоен ордена Славы II степени.
1 мая 1945 года, в бою под городом Цанов (Польша), вынес из боя раненного командира рота. Будучи сам ранен, не оставил поле боя. За этот бой гвардии младший сержант И. Ф. Ларькин был удостоен ордена Славы I степени.
После демобилизации в 1947 году вернулся на родину в Карелию, работал вальщиком леса в Кедрозерском лесопункте.
За трудовые достижения был награждён орденом Октябрьской Революции, в 1999 году удостоен звания почётного гражданина города Кондопога.
Похоронен на кладбище посёлка Кедрозеро.

## Награды
- ордена Славы: III степени (19.07.1944, № 70255), II степени (26.10.1944 № 8695), I степени (26.09.1945 № 329).
- Орден Красной Звезды
- Орден Отечественной войны I степени
- Орден Октябрьской Революции
- медали СССР.